# Cerodontha notopleuralis
Cerodontha notopleuralis är en tvåvingeart som beskrevs av Mitsuhiro Sasakawa 1988. Cerodontha notopleuralis ingår i släktet Cerodontha och familjen minerarflugor. Inga underarter finns listade i Catalogue of Life.